# Sardża Kabira
Sardża Kabira (arab. سرجة كبيرة) – miejscowość w Syrii, w muhafazie Aleppo. W 2004 roku liczyła 237 mieszkańców.